# E-prime
E-Prime (сокращение от англ. English Prime, язык-прайм; иногда сокращают до É или E′) — использование английского (или другого) языка без использования разных форм глагола to be (быть) — глагола, показывающего статичность применяемых понятий в динамично меняющемся мире. Без этого статичного глагола удаётся избежать предвзятостей в суждениях, сформировать в мышление более правильное представление о вещах, избежать косности в мышлении. Является понятием общей семантики, используется в психотерапии, обучении, науке. Язык-прайм заставляет быть скромнее, выходя из «режима бога» (который решает «на века»), и напоминает, что людям свойственно ошибаться.

## История
Придуман Д. Дэвид Бурланд-младшим, который учился у Альфреда Коржибски. Он разработал E-Prime как дополнение к общей семантике Коржибски в конце 1940-х годов. Бурланд опубликовал эту концепцию в эссе 1965 года под названием «Лингвистическое примечание: написание в E-Prime» (первоначально опубликованном в General Semantics Bulletin).

## Различные функции глагола «быть» (to be)
В русской и английской речи этот глагол часто опускается. Пример: это (есть) кот. Глагол «быть» (синонимы «есть», «является») применяется в нескольких значениях.
Среди них:
1. Употребляется в значении связки между подлежащим и именным сказуемым (предикация), являться кем-либо, чем-либо, каким-либо. Пример: кошка пушистая;
2. Идентичность в форме «существительное совокупность определённое существительное». Пример: кошка — мое единственное домашнее животное.

Бурланд считает, что функции «идентичности» и «предикации» пагубны, но выступает за исключение всех форм ради простоты.

## Примеры
С применением глагола «быть»:
- The electron is a particle (Электрон — это частица.)
- The electron is a wave (Электрон — это волна.)
- Beethoven is better than Mozart. (Бетховен лучше Моцарта)

Без применения этого глагола:
- The electron appears as a wave when measured with instrument-1. (При измерении инструментом-1 электрон проявляет себя как частица.)
- The electron appears as a particle when measured with instrument-2. (При измерении инструментом-2 электрон проявляет себя как волна.)
- In my present mixed state of musical education and ignorance, Beethoven seems better to me than Mozart. (Учитывая, что я знаю о классической музыке, я считаю, что Бетховен мне нравится больше Моцарта.)

## Обоснование
Бурланд и другие защитники также предполагают, что использование E-Prime ведет к менее догматичному стилю языка, что снижает вероятность недопонимания или конфликта. Критики этой концепции убеждают, что язык потеряет в краткости и богатстве выражений. В качестве более общей альтернативы Аллен Уокер Рид предлагает использовать «язык минус абсолютизмы» (ЯМА, англ. EMA): «многим из нас ясно, что мы живём в мире процессов, в котором наши суждения вероятно верными в данным момент, поэтому нам нужно избегать финалистических, абсолютных терминов» (из книги «Верните себе здравомыслие» Сьюзан и Брюс Кодиш).

## Психологические эффекты
Альберт Эллис выступал за использование E-Prime при обсуждении психологического стресса, чтобы побудить воспринимать эти переживания как временные.